# Climax Blues Band
Die Climax Blues Band ist eine britische Bluesrock-Band, die 1968 in Stafford gegründet wurde und bis in die frühen 1980er Jahre, insbesondere in den USA, kommerziell sehr erfolgreich war.
Mit ihrem aktuellsten Studioalbum Hands of Time, dem ersten Tonträger mit originalem Material in 30 Jahren, gelang es der Band im Jahr 2019, direkt an ihre früheren Erfolge anzuknüpfen, indem sich das Album bei Amazon sowie bei iTunes in den Top Ten platzieren konnte.

## Bandgeschichte
Ursprünglich nannte sich die Gruppe um Frontmann Colin Cooper The Climax Chicago Blues Band, 1971 kürzte sie ihren Namen auf Climax Chicago. Um Verwechslungen mit der US-amerikanischen Band Chicago vorzubeugen, wurde 1972 schließlich Chicago aus dem Namen gestrichen und das Etikett Blues Band endgültig wieder an den Namen angefügt.
Im Laufe der Zeit gab es etliche Umbesetzungen, wobei das sogenannte Rich Man Line-up (Cooper, Haycock, Holt, Cuffley), die erfolgreichste Besetzung der Bandgeschichte, bis 1982 Bestand hatte. Auch kam es schon früh zu Änderungen in der Stilrichtung; spielte die Band auf ihrem Debütalbum noch reinen Chicago Blues, entwickelte sich der Stil zunächst kontinuierlich in eine härtere, progressive Richtung mit Einflüssen aus Jazz, Folk und Psychedelic Rock. Beeinflusst von der aufkommenden Disco-Musik der frühen 1970er Jahren, entfernte sich die Band zunehmend vom Blues und wechselte ab dem Stamp Album (1975) zu einem kommerzielleren, von Funk dominierten Stil.
1973 begab sich die Band auf ihre erste US-Tour, welche ihren Höhepunkt mit einem Konzert in der berühmten Carnegie Hall und einem Auftritt in der New York Academy of Music fand. Letzter wurde von einem Radio-Sender landesweit live ausgestrahlt, was der Climax Blues Band einen höheren Bekanntheitsgrad verschaffte. Im selben Jahr wurde ein Konzertmitschnitt davon als Doppel-Livealbum veröffentlicht (FM/Live). Die Single-Auskopplung I Am Constant / Goin' To New York wurde zu ihrem bis dahin größten kommerziellen Erfolg. Es folgten US-Tourneen mit Größen wie Albert King, BB King, James Brown, Jeff Beck, Johnny Winter, Steve Miller, T-Bone Walker, Aerosmith, Bachman Turner Overdrive, Bad Company, Black Sabbath, Curved Air, Dire Straits, The Eagles, Electric Light Orchestra, Emerson, Lake and Palmer, Fleetwood Mac, Lynyrd Skynyrd, Marshall Tucker Band, Steppenwolf, The Ventures, Wishbone Ash und ZZ Top. Konzerte mit Besucherzahlen bis 20'000 wurden zur Regel.
Der kommerzielle Durchbruch gelang ihnen mit den Welthits Couldn’t Get It Right vom Album Gold Plated (1976) und I Love You vom Album Flying the Flag (1980).
Nach dem Ausstieg von Bassist Derek Holt (1982) und Gitarrist Pete Haycock (1984) ließ der Erfolg zunehmend nach.
1984/85 formierte Colin Cooper die Climax Blues Band neu. Bassist Derek Holt und Keyboarder George Glover kehrten zurück. Neu rekrutiert wurden der Gitarrist Lester Hunt (Demon, Hunter) und Schlagzeuger Roy Adams.
1988/89 hatte die Climax Blues Band einen bescheidenen Achtungserfolg mit der Single California Sunshine vom Album Drastic Steps, an welchem sich Originalmitglied Derek Holt jedoch kaum beteiligte. Dieser verließ die Band 1991 endgültig. An seine Stelle trat Neil Simpson.
Im Jahr 1993 gab es ein Comeback mit dem Livealbum Blues From The Attic, bei dem die Band um das einzige verbliebene Gründungsmitglied und Frontmann Colin Cooper zu ihrer musikalischen Wurzeln zurückkehrte.
Multiinstrumentalist Colin Cooper starb am 3. Juli 2008 in seiner Heimat Stafford an den Folgen seines langjährigen Krebsleidens. Pete Haycock starb am 31. Oktober 2013 im Alter von 62 Jahren an einem Herzinfarkt.
Seit 2008 setzt die Band ihre Karriere ohne Originalmitglieder fort und orientiert sich stilistisch wieder deutlich näher an den früheren kommerziellen Erfolgen als am Blues.
Im Mai 2022 gab die Band auf ihrer Homepage bekannt, dass sich ein weiteres Studioalbum in Arbeit befindet.
Die Climax Blues Band feierte im Jahr 2023 ihr 55. Jubiläum.

## Musikstil & Einflüsse
Die Band bezeichnete ihren Musikstil selber als Cosmo Neuro Rock. Als eines der besonderen Merkmale ist der Dreistimmen-Harmonie-Gesang von Colin Cooper, Pete Haycock und Derek Holt zu nennen. Durch Coopers ungewöhnlich tiefe und Holts ungewöhnlich hohe Stimme in Kombination mit Haycocks dazwischenliegender Tonlage und dessen voluminöser und klarer Stimme wurde ein unverkennbarer Gesangsklang erzeugt, der ab der Single Like Uncle Charlie von 1969 bis zum Auseinanderfallen des Rich Man Line-ups im Jahr 1982 als ein wichtiges Markenzeichen galt. Als ein weiteres typisches Merkmal galten Haycocks exzessives Slide-Gitarrenspiel und die ausgedehnten, zwischen Gitarre und Saxophon wechselnden Instrumentaleinlagen.

## Disko- und Videografie

### Studioalben
| Jahr | Titel                                 | Höchstplatzierung, Gesamtwochen, AuszeichnungChartplatzierungen (Jahr, Titel, Platzierungen, Wochen, Auszeichnungen, Anmerkungen) | Höchstplatzierung, Gesamtwochen, AuszeichnungChartplatzierungen (Jahr, Titel, Platzierungen, Wochen, Auszeichnungen, Anmerkungen) | Anmerkungen                           |
| Jahr | Titel                                 | UK | US | Anmerkungen                           |
| ---- | ------------------------------------- | --- | --- | ------------------------------------- |
| 1969 | The Climax Chicago Blues Band         | — | — | Erstveröffentlichung: 1969            |
| 1969 | …Plays On                             | — | US197 (1 Wo.)US | Erstveröffentlichung: 1969            |
| 1970 | A Lot of Bottle                       | — | — | Erstveröffentlichung: 1970            |
| 1971 | Tightly Knit                          | — | — | Erstveröffentlichung: 8. Oktober 1971 |
| 1972 | Rich Man                              | — | US150 (10 Wo.)US | Erstveröffentlichung: 1972            |
| 1974 | Sense of Direction                    | — | US37 (29 Wo.)US | Erstveröffentlichung: 1974            |
| 1975 | Stamp Album                           | — | US69 (11 Wo.)US | Erstveröffentlichung: 1975            |
| 1976 | Gold Plated                           | UK56 (1 Wo.)UK | US27 (44 Wo.)US | Erstveröffentlichung: 1976            |
| 1978 | Shine On                              | — | US71 (11 Wo.)US | Erstveröffentlichung: 1978            |
| 1979 | Real to Reel                          | — | US170 (6 Wo.)US | Erstveröffentlichung: 4. Mai 1979     |
| 1980 | Flying the Flag                       | — | US75 (16 Wo.)US | Erstveröffentlichung: 1980            |
| 1981 | Lucky for Some                        | — | — | Erstveröffentlichung: 1981            |
| 1983 | Sample and Hold                       | — | — | Erstveröffentlichung: 1983            |
| 1988 | Drastic Steps                         | — | — | Erstveröffentlichung: 1988            |
| 2003 | Big Blues (The Songs of Willie Dixon) | — | — | Erstveröffentlichung: 2003            |
| 2019 | Hands of Time                         | — | — | Erstveröffentlichung: 4. Januar 2019  |

### Livealben
| Jahr | Titel                                   | Höchstplatzierung, Gesamtwochen, AuszeichnungChartplatzierungen (Jahr, Titel, Platzierungen, Wochen, Auszeichnungen, Anmerkungen) | Höchstplatzierung, Gesamtwochen, AuszeichnungChartplatzierungen (Jahr, Titel, Platzierungen, Wochen, Auszeichnungen, Anmerkungen) | Anmerkungen |
| Jahr | Titel                                   | UK | US | Anmerkungen |
| ---- | --------------------------------------- | --- | --- | --- |
| 1973 | FM Live (US-Version)                    | — | US107 (30 Wo.)US | Erstveröffentlichung: 1973. Die 1974 mit anderem Cover erschienene UK-Version beinhaltet drei zusätzliche Tracks.                                                            |
| 1979 | Live – The Warner Bros. Musik Show      | — | — | Erstveröffentlichung: 1979 als Promo-LP. Der Konzertmitschnitt ist vollständig auf der Kompilation Live Rare & Raw 1973-1979 unter dem Titel Live from Miami 1979 enthalten. |
| 1993 | Blues from the Attic                    | — | — | Erstveröffentlichung: 1993 |
| 2005 | The River Sessions 1982                 | — | — | Erstveröffentlichung: 2005 |
| 2012 | World Tour 1976                         | — | — | Erstveröffentlichung: 2012 |
| 2014 | Security Alert – The Official Bootleg   | — | — | Erstveröffentlichung: 2014 |
| 2022 | Live in Munich 1987                     | — | — | Erstveröffentlichung: 2022 |
| 2025 | Live at the Paris Theater - London 1979 | — | — | Erstveröffentlichung: 2025 |

### Kompilationen
| Jahr | Titel                                 | Höchstplatzierung, Gesamtwochen, AuszeichnungChartplatzierungen (Jahr, Titel, Platzierungen, Wochen, Auszeichnungen, Anmerkungen) | Höchstplatzierung, Gesamtwochen, AuszeichnungChartplatzierungen (Jahr, Titel, Platzierungen, Wochen, Auszeichnungen, Anmerkungen) | Anmerkungen |
| Jahr | Titel                                 | UK | US | Anmerkungen |
| ---- | ------------------------------------- | --- | --- | --- |
| 1975 | 1969/1972                             | — | — | Erstveröffentlichung: 1975; Wiederveröffentlichung: 1998 mit anderem Cover als The Harvest Years 69–72                                |
| 1979 | Takeoff! – The Best Of                | — | — | Erstveröffentlichung: 1979 |
| 1984 | Collection ’77–’83                    | — | — | Erstveröffentlichung: 1984 |
| 1984 | Loosen Up 1974–1976                   | — | — | Erstveröffentlichung: 1984; Wiederveröffentlichung: 1987 mit anderem Cover und erweiterter Trackliste als Couldn't Get It Right… Plus |
| 1994 | 25 Years (1968–1993)                  | — | — | Erstveröffentlichung: 1994 |
| 1996 | The Best Of                           | — | — | Erstveröffentlichung: 1996 |
| 1996 | Rock & Pop Legends                    | — | — | Erstveröffentlichung: 1996 |
| 1999 | Got It Right – Greatest Hits          | — | — | Erstveröffentlichung: 1999 |
| 2000 | Couldn’t Get It Right                 | — | — | Erstveröffentlichung: 2000 |
| 2007 | 20 Greatest Hits                      | — | — | Erstveröffentlichung: 2007 |
| 2012 | Classic Climax: The Best Of 1978–1989 | — | — | Erstveröffentlichung: 2012 |
| 2014 | Live Rare & Raw 1973–1979             | — | — | Erstveröffentlichung: 2014 |
| 2017 | Live at the BBC 1970–1978             | — | — | Erstveröffentlichung: 2017 |

### EPs
| Jahr | Titel        | Höchstplatzierung, Gesamtwochen, AuszeichnungChartplatzierungen (Jahr, Titel, Platzierungen, Wochen, Auszeichnungen, Anmerkungen) | Höchstplatzierung, Gesamtwochen, AuszeichnungChartplatzierungen (Jahr, Titel, Platzierungen, Wochen, Auszeichnungen, Anmerkungen) | Anmerkungen                |
| Jahr | Titel        | UK | US | Anmerkungen                |
| ---- | ------------ | --- | --- | -------------------------- |
| 2017 | Tempus Fugit | — | — | Erstveröffentlichung: 2017 |

### Singles
| Jahr | Titel Album                                 | Höchstplatzierung, Gesamtwochen, AuszeichnungChartplatzierungen (Jahr, Titel, Album, Platzierungen, Wochen, Auszeichnungen, Anmerkungen) | Höchstplatzierung, Gesamtwochen, AuszeichnungChartplatzierungen (Jahr, Titel, Album, Platzierungen, Wochen, Auszeichnungen, Anmerkungen) | Anmerkungen                                                                   |
| Jahr | Titel Album                                 | UK | US | Anmerkungen                                                                   |
| ---- | ------------------------------------------- | --- | --- | ----------------------------------------------------------------------------- |
| 1969 | Cubano Chant ...Plays On                    | — | — | Erstveröffentlichung: 1969; B-Seite: Little Girl                              |
| 1969 | Like Uncle Charlie (Non-Album-Single)       | — | — | Erstveröffentlichung: 1969; B-Seite: Loving Machine                           |
| 1970 | Reap What I've Sowed A Lot of Bottle        | — | — | Erstveröffentlichung: 1970; B-Seite: Spoonful                                 |
| 1971 | Towards the Sun Tightly Knit                | — | — | Erstveröffentlichung: 1971; B-Seite: Everyday                                 |
| 1972 | Shake Your Love Rich Man                    | — | — | Erstveröffentlichung: 1972; B-Seite: You Make Me Sick                         |
| 1973 | Mole on the Dole Rich Man                   | — | — | Erstveröffentlichung: 1973; B-Seite: Like Uncle Charlie                       |
| 1973 | I Am Constant FM/Live                       | — | — | Erstveröffentlichung: 1973; B-Seite: Goin' To New York                        |
| 1974 | Sense of Direction                          | — | — | Erstveröffentlichung: 1974; B-Seite: Bird to Whistle                          |
| 1974 | Reaching Out Sense of Direction             | — | — | Erstveröffentlichung: 1974; B-Seite: Milwauke Truckin' Blues (Chipper's Song) |
| 1975 | Using the Power Stamp Album                 | — | — | Erstveröffentlichung: 1975; B-Seite: Running Out Of Time                      |
| 1976 | Together and Free Gold Plated               | — | — | Erstveröffentlichung: 1976; B-Seite: Berlin Blues                             |
| 1977 | Couldn’t Get It Right Gold Plated           | UK10 (9 Wo.)UK | US3 (22 Wo.)US | Erstveröffentlichung: Oktober 1976; B-Seite: Fat Maybellene                   |
| 1978 | Makin’ Love Shine On                        | — | US91 (4 Wo.)US | Erstveröffentlichung: Juni 1978; B-Seite: The Gospel Singer                   |
| 1978 | Mistress Moonshine Shine On                 | — | — | Erstveröffentlichung: 1978; B-Seite: Teartrops                                |
| 1978 | When Talking Is Too Much Trouble Shine On   | — | — | Erstveröffentlichung: 1978; B-Seite: Take a Hold                              |
| 1979 | Summer Rain Real to Reel                    | — | — | Erstveröffentlichung: 1979; B-Seite: Money in Your Pocket                     |
| 1979 | Children of the Night-Time Real to Reel     | — | — | Erstveröffentlichung: 1979; B-Seite: Long Distance Love                       |
| 1980 | Gotta Have More Love Flying the Flag        | — | US47 (12 Wo.)US | Erstveröffentlichung: November 1980; B-Seite: One for Me and You              |
| 1980 | Dance the Night Away Flying the Flag        | — | — | Erstveröffentlichung: 1980; B-Seite: Blackjack and Me                         |
| 1981 | I Love You Flying the Flag                  | — | US12 (27 Wo.)US | Erstveröffentlichung: Februar 1981; B-Seite: Horizontalized                   |
| 1981 | Breakdown Lucky for Some                    | — | — | Erstveröffentlichung: 1981; B-Seite: Breakdown                                |
| 1982 | Darlin’ Lucky for Some                      | — | — | Erstveröffentlichung: 1982; B-Seite: Darlin’                                  |
| 1982 | Friends in High Places Sample and Hold      | — | — | Erstveröffentlichung: 1982; B-Seite: Movie Queen                              |
| 1983 | Listen to the Night Sample and Hold         | — | — | Erstveröffentlichung: 1983; B-Seite: Church                                   |
| 1988 | The Winner Drastic Steps                    | — | — | Erstveröffentlichung: 1988; B-Seite: American Dream                           |
| 1988 | California Sunshine Drastic Steps           | — | — | Erstveröffentlichung: 1988; B-Seite: Good Times                               |
| 1988 | Couldn’t Get It Right ’88 Mix Drastic Steps | — | — | Erstveröffentlichung: 1988; B-Seite: 12" Version der A-Seite u. The Deceiver  |

### Videoalben
| Jahr | Titel                                       | Höchstplatzierung, Gesamtwochen, AuszeichnungChartplatzierungen (Jahr, Titel, Platzierungen, Wochen, Auszeichnungen, Anmerkungen) | Höchstplatzierung, Gesamtwochen, AuszeichnungChartplatzierungen (Jahr, Titel, Platzierungen, Wochen, Auszeichnungen, Anmerkungen) | Anmerkungen |
| Jahr | Titel                                       | UK | US | Anmerkungen |
| ---- | ------------------------------------------- | --- | --- | --- |
| 1986 | Live from the Marquee Club, London 1984     | — | — | Erstveröffentlichung: 1986, später als At the Marquee Club (2000), Live – Legends of Rock – Collectors Edition (2001) und als Live at the Marquee wiederveröffentlicht |
| 2013 | Live at Rockpalast 1976                     | — | — | Erstveröffentlichung: 2013 |
| 2015 | Live at the BBC 1978 (Rock Goes To College) | — | — | Erstveröffentlichung: 2015 |

### Musikvideos
| Jahr | Titel                         |
| ---- | ----------------------------- |
| 1981 | I Love You (2 Versionen)      |
| 2017 | Ain't That a Kick in the Head |
| 2017 | 17th Street Canal             |
| 2017 | Simple Song                   |
| 2019 | Hands of Time                 |
| 2019 | What’s Your Name              |

Weitere Musikvideos
- 2020: Wrong Time (Vevo)
- 2020: Flood of Emotion (Vevo)

### Boxsets
| Jahr | Titel                | Höchstplatzierung, Gesamtwochen, AuszeichnungChartplatzierungen (Jahr, Titel, Platzierungen, Wochen, Auszeichnungen, Anmerkungen) | Höchstplatzierung, Gesamtwochen, AuszeichnungChartplatzierungen (Jahr, Titel, Platzierungen, Wochen, Auszeichnungen, Anmerkungen) | Anmerkungen                                                    |
| Jahr | Titel                | UK | US | Anmerkungen                                                    |
| ---- | -------------------- | --- | --- | -------------------------------------------------------------- |
| 2001 | Blues Apostels       | — | — | Erstveröffentlichung: 2001 (LPs 1969–1972)                     |
| 2009 | Back to Back         | — | — | Erstveröffentlichung: 2009 (Stamp Album u. Sense of Direction) |
| 2019 | The Albums 1969-1972 | — | — | Erstveröffentlichung: 2019                                     |
| 2019 | The Albums 1973–1976 | — | — | Erstveröffentlichung: 2019                                     |

## Bibliografie
- 2020: An Illustrated History - Volume One: Using The Power 1968-1977
- 2022: An Illustrated History - Volume Two: Shinning On 1977-1982

## Auszeichnungen
- 1976 Capitol Radio Award in der Kategorie Best New Band.
- Der im Jahr 1988 neu eingespielte und als Maxi-Single veröffentlichte Hitsong Couldn’t Get It Right wurde zur BBC Record of the Week gewählt.
- 2017 wurde der Originalbassist Derek Holt für sein Kompilationsalbum This Is Derek Holt (Vol. 1) mit dem Academia Award ausgezeichnet.
- 2024 erhielt der Keyboarder George Glover für sein Lebenswerk den Blue Bird Award.

## Trivia
- Zum Zeitpunkt der Aufnahmen für das Debütalbum The Climax Chicago Blues Band im Jahr 1968 war der Gitarrist und Sänger Pete Haycock erst 17-jährig, während Saxophonist und Sänger Colin Cooper bereits 29 Jahre alt war.
- Zur selben Zeit der Aufnahmen für das Debütalbum in den Abbey Road Studios im Studio 1 arbeiteten nebenan im Studio 2 die Beatles und im Studio 3 Pink Floyd an ihren neuen Werken, wodurch es zu Bekanntschaften mit diesen kam. Paul McCartney war während den Aufnahmen teilweise zu gegen und liess die Band im Kontrollraum Demoaufnahmen zum weissen Album hören.
- Ihre zweite Single Like Uncle Charlie von 1969 ist eine Referenz zum Film Im Schatten des Zweifels aus dem Jahr 1943 von Alfred Hitchcock, der im Originalton mit den Worten „the world just seems to go crazy every now and then, like uncle Charlie“ endet.
- Die Single-Auskopplung I Am Constant vom Album FM/Live ist eine Referenz zu William Shakespeares Drama Julius Caesar, aus diesem auch die Zeile „I am constant as the morning star“ zitiert wird.
- Nachdem das Jimmy Reed Cover Goin' to New York, welches auf der B-Seite der Single I Am Constant erschien, von US-Radiosendern 1973/74 landesweit rauf und runter gespielt und so zu einem Überraschungserfolg wurde, verfolgte die Band die Idee, in ihren Songs vermehrt Ortschaften zu thematisieren, um einen persönlichen Bezug zu ihren Fans aus aller Welt herzustellen. In der Folge entstanden Lieder, die bereits den Ortsnamen im Titel tragen, wie Milwaukee Truckin' Blues und Berlin Blues, sowie zahlreiche weitere Songs, deren Handlung jeweils mit einer Stadt oder einem Staat zusammenhängt, wie Champagne and Rock’N’Roll (Tennessee) und Horizontalized (Kansas City). Auch mit späteren Line-ups wurde diese Tradition fortgeführt und bis heute beibehalten, beispielsweise mit California Sunshine und 17th Street Canal.
- Weil sie wegen ihres Klamottenstils und ihren langen Haaren für Landstreicher gehalten wurden, wurden die Bandmitglieder 1974 auf ihrer Nordamerika-Tournee in der mexikanischen Grenzstadt Nogales (Sonora) verhaftet und für über 24 Stunden in Gewahrsam genommen. Dieses Erlebnis wird im Lied Nogales vom Album Sense of Direction minutiös geschildert.
- Der funkige Bluessong Mighty Fire ist ein Tribut an den Blues-Künstler BB King, mit dem die Band zusammenarbeitete.
- Das Hitalbum Gold Plated wurde nach Pete Haycocks vergoldeten Veleno-Gitarre benannt, die er 1975 von Ronnie Van Zant, dem Leadsänger der Band Lynyrd Skynyrd, als Geschenk erhielt.
- Der Song Horizontalized vom Album Flying the Flag, welcher auch auf der B-Seite der Hitsingle I Love You veröffentlicht wurde, ist eine Referenz an Lynyrd Skynyrd.
- Auf dem 2016 erschienenen Album Live in New Jersey (January 1974) der Band Wishbone Ash sind beim Stück Where Were You Tomorrow Pete Haycock und Colin Cooper als Gastmusiker zu hören.
- Die Climax Blues Band spielte auf dem 1978 veröffentlichten Album Three's a Crowd der Tarney/Spencer Band sämtliche Instrumente.